# Trydarssus pantherinus
Trydarssus pantherinus is een spinnensoort in de taxonomische indeling van de springspinnen (Salticidae).
Het dier behoort tot het geslacht Trydarssus. De wetenschappelijke naam van de soort werd voor het eerst geldig gepubliceerd in 1946 door Cândido Firmino de Mello-Leitão.